# Eresiomera isca
Eresiomera isca är en fjärilsart som beskrevs av William Chapman Hewitson 1873. Eresiomera isca ingår i släktet Eresiomera och familjen juvelvingar. Inga underarter finns listade i Catalogue of Life.

## Bildgalleri

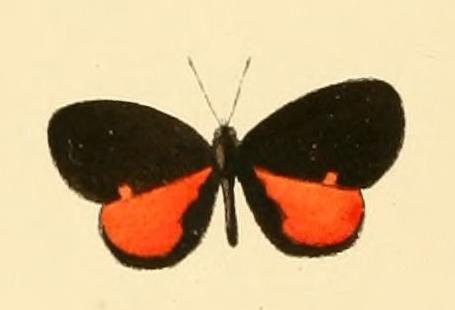